# Богуслав IX
Богуслав IX (нем. Bogislaw IX, пол. Bogusław IX; 1407/1410 — 7 декабря 1446) — герцог Померанско-Слупский  с 1418 по 1446 год из рода Грейфов. Его двоюродный брат, король Эрик Померанский, безуспешно пытался закрепить за Богуславом как за наследником свой трон стран Кальмарской унии.

## Биография
Богуслав IX был сыном герцога Померании-Вольгаст-Штольпа Богуслава VIII и его супруги, Софьи Гольштейнской. После смерти Богуслава VIII в 1418 году его вдова правила как регент герцогством при своём малолетнем сыне до 1425 года.
Уже в самом начале правления Софьи и юного Богуслава им пришлось вступить в конфликт с церковью из-за епископства Каммин — спор, начатый ещё в правление Богуслава VIII. В результате оба, и мать и сын, были преданы анафеме, и в 1434 году император Сигизмунд поставил их под свою опеку. Конфликт разрешился в пользу Софии и Богуслава лишь после вмешательства их могущественного родственника, короля Дании, Швеции и Норвегии (с 1397 года) Эрика Померанского. При его посредничестве был составлен договор, согласно которому избранный епископом в Каммине должен был быть утверждён померанским герцогом на своём посту. Также было установлено формальное управление (фогтство) Померании над церковным владением. В соответствии с этим епископы Каммина отказывались от своего права непосредственных сношений с имперской администрацией. Епископом Каммина становится Зигфрид II фон Бух, бывший ранее канцлером Эрика Померанского.
В августе 1433 года Богуслав IX принимает участие на польской стороне в войне Польши с крестоносцами, вступив в коалицию с поляками и пришедшими из Чехии им на помощь отрядами гуситов. В то же время гуситы разоряют грабежами часть Померании. В 1432—1438 годах в Померании также распространяется ересь вальденсов.
Король Эрик Померанский, не имевший детей, приложил немало усилий с тем, чтобы его двоюродный брат Богуслав IX унаследовал его престол. Он передал Богуславу многие замки, а также острова Фюн и Зеландию. Однако датский Рейхсрат в 1436 году отказался утвердить Богуслава наследником Эрика и в 1438 году призвал в этом качестве в Данию Кристофера Пфальцского. После того, как риксрод в 1439 году низложил Эрика и в 1440 избрал королём Кристофера, Богуслав утратил последние надежды на королевскую корону.
Скончался 7 декабря 1446 года после длительной болезни и был похоронен в монастыре Мариенкрон. Так как Богуслав не имел сыновей, герцогством первоначально правила его вдова, Мария Мазовецкая, а затем — Эрик Померанский, вернувшийся на родину в 1449 году.

## Семья
Король Эрик сватал для Богуслава IX одну из дочерей польского короля Владислава II Ягелло. Заключить этот брак не удалось, и в 1432 году Богуслав женится в Познани на Марии Мазовецкой, дочери князя Земовита IV и Александры Литовской, сестры польского короля. В этом браке были рождены две дочери: София (1434—1497), ставшая супругой своего родственника, герцога Передней Померании Эрика II, и скончавшаяся в юном возрасте Александра (ум. в 1451 году).